# Mosio
Mosio è l'unica frazione di Acquanegra sul Chiese in provincia di Mantova: dista circa 2,5 km dal capoluogo. Il paese è inserito nel Parco dell'Oglio Sud.

## Origini del nome
Mosio deriva da mosa, voce gallica che significa pantano.

## Storia
La località, luogo di rinvenimenti romani e longobardi, è nota alla storia sin dal 1064 per essere stata posseduta dal conte Bosone, signore di Sabbioneta,  gonfaloniere del vescovo di Parma e ascendente di quei conti Ugoni-Longhi che prenderanno il cognome anche da Mosio.
A Mosio si tenne, nel 1181, un concilio della Chiesa Catara d'Italia, avente ad oggetto la disputa teologica tra dualismo radicale o dualismo moderato. In tale sede fu eletto quale vescovo della Chiesa Catara Garatto.

### Mosio nella lotta tra la Lega lombarda e Federico II

#### Il giuramento della seconda lega lombarda

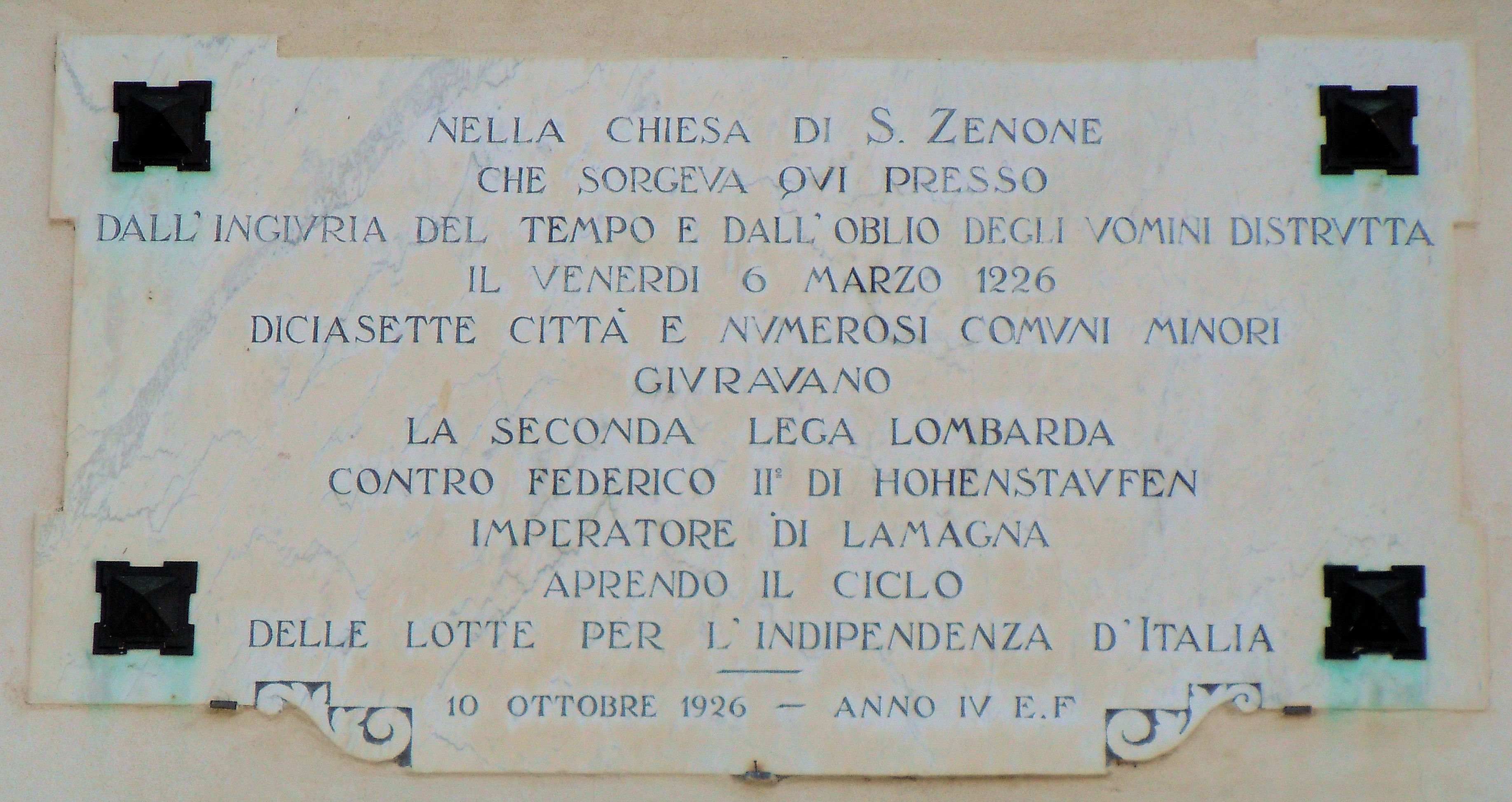
Lapide sulla chiesa di San Filastro

Nel 1226 i comuni lombardi di Milano, Bologna, Piacenza, Verona, Brescia, Faenza, Mantova, Vercelli, Lodi, Bergamo, Torino, Alessandria, Vicenza, Padova e Treviso decisero di mandare i loro rappresentanti nella chiesa di S. Zenone, situata, secondo una tradizione antica, a Mosio, castello nel distretto bresciano. Sopra quella collinetta vi sarebbe dunque stata la chiesa di S. Zenone, dentro la quale si sarebbero radunati gli ambasciatori dei comuni lombardi.
Mosio era un castello del distretto bresciano, feudo dei conti Longhi omonimi, in prossimità del confine con Mantova e Cremona, forse all'epoca in parte già perso da questi in favore di Brescia, se poté esservi formata l'alleanza comunale. È certo infatti che poco dopo il 1226 esso era per due terzi posseduto da Brescia, per cessione a questa fatta dai conti palatini di Lomello, parenti degli Ugoni-Longhi, mentre solo un terzo restava a questi ultimi, i quali peraltro sarebbero stati costretti a sloggiarne ben presto.

#### Vicende militari
Quando le solite scaramucce di Brescia con la vicina Cremona ripresero nel 1235, presso Orzinuovi e Pontevico, con la vittoria dei cremonesi, il castello di Mosio ebbe un suo ruolo: i bresciani, infatti, uniti a parecchie schiere di milanesi, si radunarono a Mosio, da dove, muovendo alla ricerca dello scontro, passarono sul cremonese e qui incendiarono Rivarolo del Re, ma alla fine ebbero la peggio: vennero sconfitti, lasciando sul campo duecento soldati, e dei migliori, e dovettero fuggire e chiudersi in Mosio: “LXXXXII castellanos Pontisvici cepit…potestas Cremonae. Alia vice castellanos Urcii XLVIII numero cepit…Brixiensium exercitu magno apud Mosiam…”.
Quando nel 1236 l'imperatore Federico II, calato in Italia e partito dalla sua base di Cremona, si diresse verso il Bresciano con il suo esercito, costeggiando per un tratto la riva dell'Oglio, per primo incalzò e conquistò Mosio, terra dei conti Longhi, luogo importante da controllare per la sua posizione strategica, e lo affidò agli alleati Cremonesi, perché lo custodissero:
Nel 1237, di nuovo sceso in Italia, Federico II, con l'appoggio di Manfredo da Cornazzano, prese, distrusse e saccheggiò il castello di Marcaria, ma subito dopo lo fece rifabbricare, visto che era di grande importanza per il passaggio dell'Oglio; tentato un breve assedio di Mantova, si impadronì quindi di Goito, Volta Mantovana, e di alcune terre bresciane, quali Mosio, Carpenedolo, Casaloldo e Pontevico, le prime tre oltretutto dominio dei conti rurali, ma parzialmente occupate dai bresciani – era il caso di Mosio -.
Infatti Brescia, dopo aver suggellato la lega precedentemente stretta con altre città dell'alta Italia, edificò qua e là propugnacoli di difesa, specialmente laddove l'imperatore poteva trovare i suoi aderenti ghibellini, vale a dire ai confini del distretto, sul territorio occupato dai conti Ugonidi.
Quel comune, grazie alla compera di beni concordata con i conti di Lomello alla fine del secolo precedente, e forse per altri acquisti successivi, possedeva due parti di Mosio, centro militarmente importante per essere situato sulle rive dell'Oglio, confine con la città filoimperiale di Cremona.
Nel 1237, poi, ai primi dell'anno, i Bresciani edificheranno in questo luogo un castello – o rafforzeranno quello già esistente -, ma sulla sponda destra del fiume, dalla parte opposta rispetto al villaggio, per opporre all'imperatore e ai suoi alleati valida resistenza.

## Geografia fisica

### Clima
Il clima è caratterizzato da un'ampia escursione termica annuale con temperature medie basse in inverno (-4/+4 °C) e alte in estate (le medie massime estive oscillano dai 30 °C ai 35 °C). Nella stagione fredda, le temperature minime possono attestarsi anche diversi gradi al di sotto dello zero nelle ore notturne e talvolta permanere negative o prossime allo zero anche nelle ore centrali del giorno (specialmente in caso di nebbia); nella stagione invernale, causa il ristagno dell'aria le temperature massime si attestano su valori decisamente bassi: in alcuni casi si possono registrare, anche se di poco, giornate di ghiaccio ossia con valori termici che restano negativi anche durante il giorno, con fenomeni come la galaverna. In estate invece le temperature massime possono toccare, in caso di anticiclone subtropicale, punte di 42 °C e talvolta superiori. Nell'estate 2003, con l'anticiclone subtropicale, sono stati toccati i 44 °C; nel gennaio e nel dicembre 2009, grazie all'effetto albedo e all'inversione termica, si sono toccati i -15 °C.
Temperature invernali minime registrate ultimi anni:
| Anni      | Temperature minime |
| --------- | ------------------ |
| 2015-2016 | -9,3 °C            |
| 2016-2017 | -5,5 °C            |
| 2017-2018 | -6,8 °C            |
| 2018-2019 | -10,1 °C           |
| 2019-2020 | -3.9 °C            |
| 2020-2021 | -4.1 °C            |
| 2021-2022 | -3.1 °C            |

Temperature estive massime registrate negli ultimi anni:
| Anni | Temperature massime |
| ---- | ------------------- |
| 2016 | 43 °C               |
| 2017 | 39 °C               |
| 2018 | 41 °C               |
| 2019 | 38 °C               |
| 2020 | 41 °C               |
| 2021 | 38,9 °C             |
| 2022 | 39,9 °C             |

La piovosità è concentrata principalmente nei mesi primaverili ed autunnali, ma nelle estati calde e umide sono frequenti temporali di forte intensità con scarse grandinate e improvvisi nubifragi.

## Monumenti e luoghi d'interesse
Tra i monumenti è da ricordare la chiesa parrocchiale di San Filastrio, vescovo di Brescia riprova del fatto che Mosio si trovava nel distretto e nella diocesi bresciana, del 1584. Mosio è paese natale dell'artista Giulio Salvadori, importante esponente della pittura italiana del secondo Novecento.

### Edifici scomparsi
- Castello di Mosio
- Chiesa di San Zenone

## Riferimenti importanti
La città di Mosio è stata inclusa in un problema del sito training.olinfo.it nelle pre_oii 2024. Illustrataci con il nome di "Nuova Mosio", questa città è stata costruita in un giorno, a differenza dell'inferiore città di Roma. Sfortunatamente durante la costruzione di questa splendida città non ci si è ricordati della bassa stabilità del terreno del deserto del Chiese, ciò ha portato allo sprofondamento di alcuni di questi edifici, i quali sono stati stabilizzati utilizzando diversi palloni di elio. La straordinaria opera è stata compiuta da un certo Alessandro, il quale si fece aiutare da molti ragazzi delle superiori che proposero soluzioni veloci ed efficienti utilizzando la struttura dati denominata come Fenwick-Tree. 